# Standfussiana illyrica
Standfussiana illyrica là một loài bướm đêm trong họ Noctuidae.